# 이경규, 심현섭의 행복남녀
《이경규, 심현섭의 행복남녀》는 대한민국의 KBS에 방송됐던 예능 텔레비전 프로그램인데, 일본 프로그램 표절 시비에 휘말려 1년을 넘기지 못한 채 조기 종영되는 수모를 당했으며 2000년 9월 16일 방송분에서는 농구선수 정은순 배구선수 김세진을 게스트로 출연시켰으나 정은순이 같은 날 대 미국전을 마친지 2시간도 채 안된 시점에 내보내 시청자들로부터 따끔한 눈초리를 샀다.

## 방송 일정
| 방송 채널 | 방송 기간                        | 방송 요일                      | 비고 |
| KBS 2TV   |                                  |                                |      |
| --------- | -------------------------------- | ------------------------------ | ---- |
| KBS 2TV   | 2000년 5월 5일 ~ 2000년 10월 6일 | 매주 금요일 밤 9시 50분 ~ 11시 |      |

## 진행자
- 이경규
- 심현섭

## 참고 사항
- 1981년 6월 MBC 라디오 개그맨 1기로 데뷔한 뒤 그 동안 MBC에서 활동한 이경규와 1996년 제 5회 SBS 공채 개그맨으로 데뷔했으나 IMF 이후 SBS가 코미디 프로그램을 폐지하면서 설 자리를 잃게 되자 KBS로 자리를 옮긴 뒤[3] 《개그콘서트》로 성공한 심현섭을 공동 MC로 내세웠는데 심현섭은 해당 프로그램을 통해 예능 프로그램 진행자[4] 데뷔를 했다.
- 앞서 언급한 것처럼 2000년 9월 16일 방송분에서는 농구선수 정은순 배구선수 김세진을 게스트로 출연시켰으나 정은순이 같은 날 대 미국전을 마친지 2시간도 채 안된 시점에 내보내[5] 시청자들로부터 따끔한 눈초리를 산 데다 일본 프로그램 표절 시비에 휘말려[6] 동시간대 SBS TV 《기분 좋은 밤》 때문에 고전을 면치 못하자 2000년 가을 개편으로 막을 내렸다.

## 같이 보기
- 토크쇼

| KBS 2TV 금요일 밤 10시대 프로그램        | KBS 2TV 금요일 밤 10시대 프로그램                | KBS 2TV 금요일 밤 10시대 프로그램 |
| 이전 작품                                | 작품명                                           | 다음 작품                         |
| ---------------------------------------- | ------------------------------------------------ | --------------------------------- |
| 코미디 세상만사 (1997.11.28 ~ 2000.4.28) | 이경규, 심현섭의 행복남녀 (2000.5.5 ~ 2000.10.6) | VJ특공대 (2000.10.13 ~ 2018.9.7)  |